# Groupe Alma
Pour les articles homonymes, voir Alma.
Le groupe Alma est une holding détenant des participations dans des entreprises commercialisant une trentaine de marques d'eau minérale plate et gazeuse en bouteilles (Cristaline, Saint-Yorre, Vichy Célestins, l’eau de Châteldon, etc.).

## Historique
En 2008, le groupe Castel, dirigé par Pierre Castel, cède sa participation de 60 % du capital dans le groupe Alma au groupe Roxane, dirigé par Pierre Papillaud qui en possédait déjà 40 %,. Dans la foulée, le groupe Roxane revend 49 % du capital à Otsuka Pharmaceutical Co., un groupe pharmaceutique japonais, et garde le contrôle du groupe Alma avec 51 % du capital,. Selon L'Expansion, Otsuka paie à cette occasion 750 millions d'euros pour acquérir les 49 %.
En 2012, le groupe Alma (Roxane) rachète la compagnie d'eau minérale Saint Amand. La proposition est approuvée par la commission de la concurrence le 29 juin 2012.
En 2021, le groupe investit 40 millions d'euros dans une nouvelle usine de recyclage de bouteilles PET intégrée à un de ses sites d'embouteillage,.
En 2022, selon le journal Mediacités, trois sources du groupe Alma font l'objet d'une enquête pour fraude concernant l'ajout « de gaz carbonique industriel et d’une substance chimique interdite ».

## Activités
Le groupe Alma a pour filiales Neptune et la Compagnie générale des eaux de source (CGES), et produit une trentaines de marques comme Saint-Yorre, Vichy Célestins, Thonon, Pierval, Châteldon, Courmayeur, Cristaline, Vernière, Rozana, l’eau de Châteldon, et des marques régionales comme Saint-Amand (Hauts-de-France),,. En 2008, il produit environ 4 milliards de bouteilles d'eau minérale.
Le groupe Alma réalise un chiffre d'affaires de 1,1 milliard d'euros en 2021, possède 45 sources majoritairement en France et emploie 2 000 personnes. C'est le troisième embouteilleur français. 
|                                       | 2007 | 2008  |  | 2021  |
| ------------------------------------- | ---- | ----- |  | ----- |
| Chiffre d'affaires (millions d'euros) | 783  |       |  | 1 100 |
| Nombre d'employés                     |      | 3 000 |  | 2 000 |

## Enquête pour fraudes
En décembre 2020, un salarié d’une usine du groupe Alma fait un signalement de fraudes auprès de la Direction générale de la concurrence, de la consommation et de la répression des fraudes (DGCCRF) qui ouvre une enquête. Elle découvre que l’entreprise utilise des traitements non conformes à la réglementation : microfiltration inférieure aux seuils autorisés, injection de sulfate de fer et de CO2 industriels, mélanges d’eaux « minérales » ou « de source » avec de l’eau du robinet. Le procès-verbal fait plus de 120 pages.
Le 7 juillet 2023, le procureur de Cusset (Auvergne-Rhône-Alpes) ouvre une enquête préliminaire sur des faits de tromperie. L'enquête révèle que d'autres sociétés d'eau minérale utilisent la microfiltration, comme la multinationale Nestlé Waters.